# Simon Fairweather
Simon John Fairweather OAM (* 9. Oktober 1969 in Adelaide) ist ein australischer Bogenschütze.

## Werdegang
Simon Fairweather, der für den Canberra Archery Club startet, nahm fünf Mal an Olympischen Spielen teil. Bei seinen ersten drei Teilnahmen wurde er 16. (1988), 25. (1992) und 1996 gar nur 54., bis er im Einzel der Olympischen Spiele 2000 in Sydney die Goldmedaille vor Vic Wunderle und Wietse van Alten gewann. Vier Jahre später in Athen wurde er nur 50. Mit dem australischen Team konnte er 1996 mit Platz vier das beste Ergebnis erreichen.
Neben zahlreichen nationalen Titeln holte sich Fairweather 1991 in Krakau den Weltmeister-Titel in der Einzel- sowie die Bronzemedaille in der Mannschaftswertung.
Fairweather arbeitet heute als Künstler und Schmuck-Designer und war mit der Triathletin Jackie Fairweather verheiratet, die sich im November 2014 das Leben nahm. Seit 2009 ist er australischer Nationaltrainer im Bogenschießen.
Für seine Verdienste um den Sport als Goldmedaillengewinner bei den Olympischen Spielen 2000 in Sydney wurde er 2001 mit der Medaille des Order of Australia ausgezeichnet. 2009 wurde er in die Sport Australia Hall of Fame aufgenommen.